# حارة وادي الاحلى (صنعاء)

تعديل مصدري - تعديل

حارة وادي الاحلى هي إحدى حارات حي السنينة بمديرية معين إحد مديريات العاصمة اليمنية صنعاء، بلغ تعداد سكانها 1269 نسمة حسب تعداد اليمن لعام 2004.